# جعفر اقبال
جعفر اقبال (بنگالی: জাফর ইকবাল؛ زادهٔ ۲۷ سپتامبر ۱۹۹۹) بازیکن فوتبال اهل بنگلادش است.
وی همچنین در تیم‌های ملی فوتبال زیر ۲۳ سال بنگلادش و بنگلادش بازی کرده است.